# NWAインターナショナルライトタッグ王座
NWAインターナショナルライトタッグ王座は、プロレスリングZERO1が管理、NWA（ニュー・レスリング・アライアンス）が認定していた王座。

## 歴史
2003年、NWAとプロレスリングZERO-ONEが創設。12月26日、ZERO-ONE後楽園ホール大会で行われた初代王座決定タッグトーナメントに優勝したディック東郷&日高郁人が初代王者になった。
2004年11月25日、管理団体がプロレスリングZERO1-MAX（後のプロレスリングZERO1）に移った。
2011年11月3日、ZERO1が王座を認定しているNWAと業務提携を解消してZERO1が設立した王座認定組織「ニュー・レスリング・アライアンス（NWA）」が認定することになった。
2020年12月31日、王者のSUGIがZERO1を退団により、空位となって事実上封印状態となる。

## 歴代王者
| 歴代   | タッグチーム                                                           | 戴冠回数 | 防衛回数 | 獲得日付       | 獲得場所 （対戦相手・その他）                                                             |
| ------ | ---------------------------------------------------------------------- | -------- | -------- | -------------- | ----------------------------------------------------------------------------------------- |
| 初代   | ディック東郷&日高郁人                                                  | 1        | 2        | 2003年12月26日 | 後楽園ホール 高岩竜一&星川尚浩                                                            |
| 第2代  | ロウ・キー&レオナルド・スパンキー                                      | 1        | 3        | 2004年2月19日  | 後楽園ホール                                                                              |
| 第3代  | 高岩竜一&石井智宏                                                      | 1        | 1        | 2004年6月4日   | 八戸市体育館                                                                              |
| 第4代  | カズ・ハヤシ&レオナルド・スパンキー                                    | 1        | 0        | 2004年9月19日  | 後楽園ホール 2005年2月28日返上                                                            |
| 第5代  | 相棒タッグ （日高郁人&藤田ミノル）                                     | 1        | 9        | 2005年3月27日  | 後楽園ホール レオナルド・スパンキー&アレックス・シェリー                                  |
| 第6代  | モーターシティ・マシンガンズ （クリス・セイビン&アレックス・シェリー） | 1        | 不明     | 2006年8月25日  | 後楽園ホール                                                                              |
| 第7代  | 義兄弟タッグ （藤田ミノル&菅原拓也）                                   | 1        | 1        | 2008年4月6日   | JCBホール                                                                                 |
| 第8代  | 相棒タッグ （日高郁人&澤宗紀）                                         | 1        | 8        | 2008年8月3日   | 後楽園ホール                                                                              |
| 第9代  | 怪人ハブ男&菅原拓也                                                    | 1        | 5        | 2010年9月8日   | 新宿FACE                                                                                  |
| 第10代 | 日高郁人&伊藤崇文                                                      | 1        | 1        | 2011年8月7日   | 後楽園ホール                                                                              |
| 第11代 | 菊池毅&菅原拓也                                                        | 1        | 0        | 2012年2月1日   | 後楽園ホール 2012年3月2日返上                                                             |
| 第12代 | ジミー・ススム&ジミー・カゲトラ                                        | 1        | 2        | 2012年4月24日  | 後楽園ホール 菅原拓也&藤田峰雄、日高郁人&クレイグ・クラシックによる3WAYタッグマッチ       |
| 第13代 | 菅原拓也&藤田峰雄                                                      | 1        | 0        | 2012年8月26日  | 横浜文化体育館                                                                            |
| 第14代 | フランク・デヴィッド&ショーン・ギネス                                  | 1        | 不明     | 2012年9月17日  | 後楽園ホール 2014年3月27日返上                                                            |
| 第15代 | ビリーケン・キッド&丸山敦                                              | 1        | 1        | 2014年3月30日  | 靖国神社相撲場 日高郁人&フジタ"Jr"ハヤト、藤田峰雄&ジェイソン・リーによる3WAYタッグマッチ |
| 第16代 | 菅原拓也&"brother"YASSHI                                               | 1        | 1        | 2014年9月19日  | 後楽園ホール                                                                              |
| 第17代 | 近藤修司&吉岡世起                                                      | 1        | 1        | 2014年11月7日  | 新宿FACE                                                                                  |
| 第18代 | 菅原拓也&"brother"YASSHI                                               | 2        | 1        | 2015年3月1日   | 後楽園ホール                                                                              |
| 第19代 | 大谷晋二郎&高岩竜一                                                    | 1        | 3        | 2015年9月23日  | 後楽園ホール                                                                              |
| 第20代 | 新相棒タッグ （日高郁人&フジタ"Jr"ハヤト）                             | 1        | 3        | 2016年4月7日   | 新木場1stRING                                                                             |
| 第21代 | 木高イサミ&塚本拓海                                                    | 1        | 2        | 2016年11月30日 | 新木場1stRING                                                                             |
| 第22代 | 関根龍一&中津良太                                                      | 1        | 1        | 2017年1月8日   | 大淀コミュニティセンター                                                                  |
| 第23代 | 木高イサミ&塚本拓海                                                    | 2        | 0        | 2017年2月12日  | 東スポーツセンター                                                                        |
| 第24代 | ジュニア・スターズ （金本浩二&田中稔）                                 | 1        | 2        | 2017年3月2日   | 後楽園ホール                                                                              |
| 第25代 | 大谷晋二郎&高岩竜一                                                    | 2        | 0        | 2017年5月12日  | 露橋スポーツセンター                                                                      |
| 第26代 | 日高郁人&菅原拓也                                                      | 1        | 4        | 2017年5月21日  | 後楽園ホール                                                                              |
| 第27代 | 政宗&SUGI                                                              | 1        | 1        | 2018年1月1日   | 後楽園ホール                                                                              |
| 第28代 | 日高郁人&阿部史典                                                      | 1        | 3        | 2018年6月9日   | 新木場1stRING                                                                             |
| 第29代 | 久保田ブラザーズ （ヤス久保田&ヒデ久保田）                             | 1        | 2        | 2019年4月16日  | 新木場1stRING                                                                             |
| 第30代 | ビリーケン・キッド&HUB                                                 | 1        | 0        | 2019年9月29日  | アゼリア大正                                                                              |
| 第31代 | SUGI&RAICHO                                                            | 1        | 0        | 2020年10月4日  | 大阪沖縄会館 2020年12月31日封印                                                           |